# Briscola
Briscola (brìscula auf Sizilianisch, briškula auf Kroatisch, la brisca oder brisca auf Spanisch) ist ein Italienisches Stichkartenspiel für zwei bis sechs Spieler ohne Farbzwang, das mit einem normalen Italienischen 40-Karten-Spiel gespielt wird. Als Ursprungsjahr gilt 1800. Das Spiel ist traditionell auch verbreitet und beliebt in Kroatien, Brasilien, Puerto Rico, Spanien, Portugal und auf den Kapverden.

## Die Karten

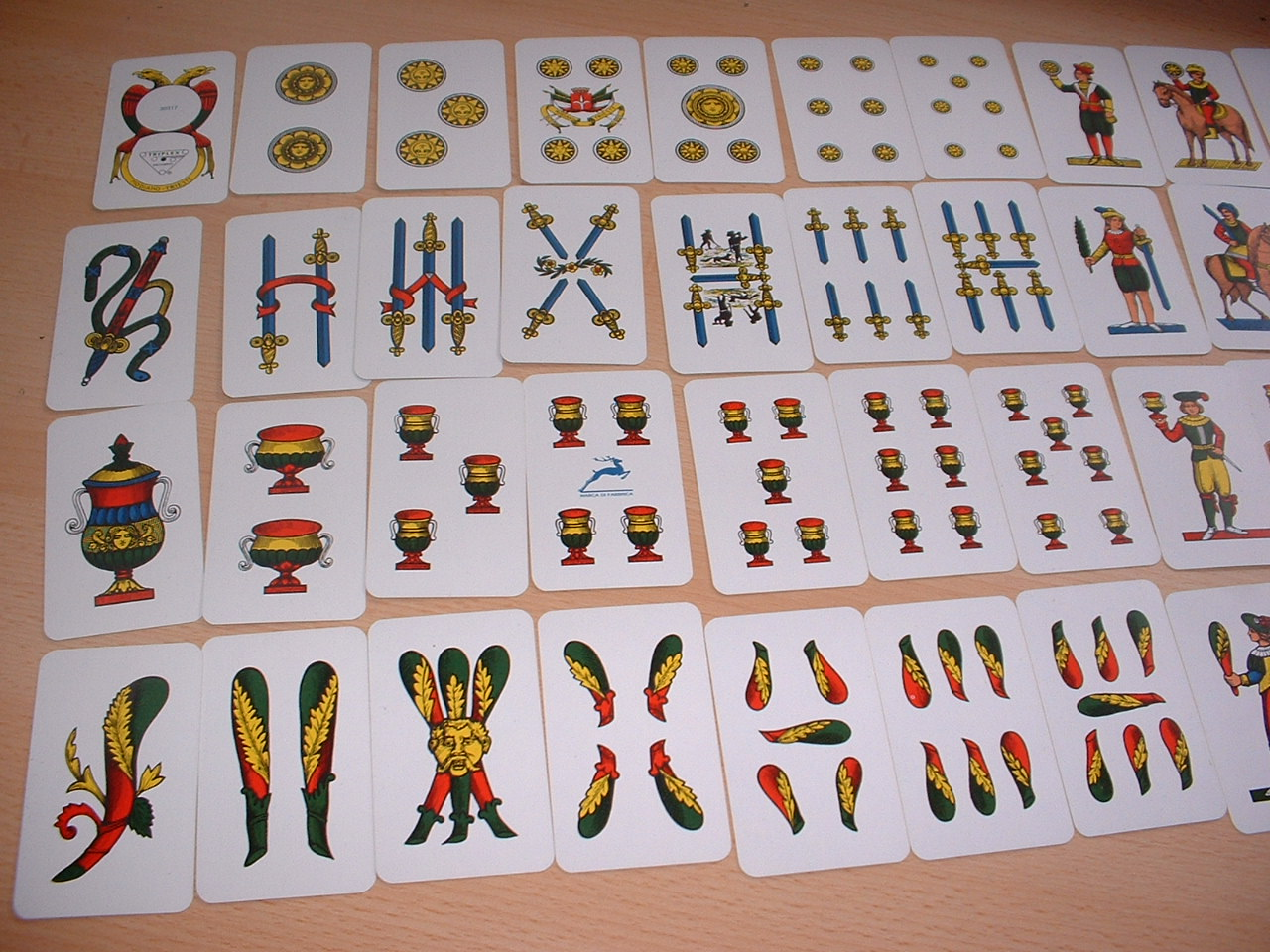
Modianokarten „napoletane“

Ein Deck italienischer Karten besteht aus 40 Karten, aufgeteilt in vier Farben: Münzen, Becher, Schwerter und Keulen (oder Stäbe). Die Kartenwerte gehen von eins bis sieben, plus drei Bildkarten pro Farbe: Bube (Fante auf Italienisch), Reiter (Cavallo) und König (Re).

### Werte
Es folgt eine Tabelle, welche die Hierarchie und den Punktwert angibt. Nicht aufgelistete Karten haben keinen Punktwert und haben ihren Platz in der Hierarchie nach absteigender Nummer, von sieben bis zwei. Die „Drei“ aber hat einen speziellen Platz.
| Karten, der Hierarchie gemäß | Punktwert |
| ---------------------------- | --------- |
| As                           | 11        |
| Drei (3)                     | 10        |
| König                        | 4         |
| Reiter                       | 3         |
| Bube                         | 2         |

Es können demnach maximal 120 Punkte erreicht werden.

## Anzahl der Mitspieler
Je nachdem, wie viele Spieler an einem Spiel teilnehmen, gibt es unterschiedliche Möglichkeiten, Briscola zu spielen.

### Zwei, vier oder sechs Mitspieler
Nimmt eine gerade Anzahl an Mitspielern teil, so teilt man diese üblicherweise in zwei Mannschaften auf (bei zwei Spielern erübrigt sich diese Aufteilung). Hierbei ist zu beachten, dass nie zwei Spieler derselben Mannschaft direkt nebeneinander sitzen. Bei sechs Teilnehmern müssen vor Beginn alle Zweien aus dem Deck genommen werden, damit alle Karten gleichmäßig verteilt werden können. Es gewinnt die Mannschaft, die mindestens 61 Punkte erzielt. Ein Punktestand von 60:60 gilt als Unentschieden.

### Drei Mitspieler
Bei drei Teilnehmern spielt jeder gegen jeden. Zunächst muss eine (beliebige) Zwei aus dem Spiel genommen werden. Es gewinnt der Spieler mit der höchsten Punktzahl.

### Fünf Mitspieler
Bei fünf teilnehmenden Spielern wird in der Regel eine Kombination aus Team- und Einzelspiel angewandt. Dabei werden zunächst alle 40 Karten gleichmäßig ausgeteilt und anschließend gereizt, wobei der Sieger eine Karte als „briscola“ (Stichkarte) bestimmt. Derjenige, der diese Karte besitzt, bildet mit dem Sieger des Reizens ein Duo, darf sich jedoch vor und während des Spiels nicht direkt bemerkbar machen. Danach werden die einzelnen Stiche gespielt, bis alle Karten ausgespielt sind. Da für die Mitspieler, die die angesagte Trumpfkarte nicht besitzen, zunächst nicht zwingend ersichtlich ist, wer zu welchem Team gehört, versucht man möglichst viele Punkte vom gegnerischen Team durch Täuschung o. ä. zu holen. Es gewinnt das Duo, wenn es die zuvor angesagte Punktezahl erreicht oder übertrifft (ein Wert, der zwingend größer als 60 ist); andernfalls siegt das gegnerische Trio.

## Das Spiel
Nachdem der Stapel gemischt wurde, erhält jeder Spieler drei Karten. Die nächste Karte wird aufgedeckt auf die Spielfläche gelegt, und der restliche Stapel wird verdeckt abgelegt, wobei manchmal die Hälfte der aufgedeckten Karte abgedeckt wird. Diese Karte ist die Briscola und stellt die Trumpfkarte für das Spiel dar. 
Bevor die erste Runde gespielt wird, dürfen sich die Mitspieler bei  Mannschftsspielen gegenseitig ihre Karten zeigen. 
Das Austeilen und Spielen erfolgt gegen den Uhrzeigersinn.
Der Spieler rechts vom Geber beginnt mit dem ersten Stich, indem er eine Karte offen auf die Spielfläche legt. Anschließend spielt jeder Spieler reihum eine Karte aus, bis alle Spieler eine Karte gespielt haben. Der Gewinner des Stichs wird wie folgt ermittelt:
Wenn Briscola (Trumpf) gespielt wurde, gewinnt der Spieler, der den höchsten Trumpfwert gespielt hat.
Wenn keine Briscole gespielt wurden, gewinnt der Spieler, der die höchste Karte der angespielten Farbe gespielt hat.
Im Gegensatz zu anderen Trumpfspielen müssen die Spieler nicht die Farbe bekennen, d. h. sie müssen nicht die angespielte Farbe spielen.
Sobald der Gewinner eines Stichs feststeht, sammelt dieser Spieler die ausgespielten Karten ein und legt sie verdeckt auf einen Stapel. Jeder Spieler behält seinen eigenen Stapel, wobei bei den Versionen für vier und sechs Spieler ein Spieler alle von seinen Partnern gewonnenen Stiche einsammeln kann. Dann zieht jeder Spieler eine Karte vom verbleibenden Stapel, um seine Hand wieder aufzufüllen, am Ende schließlich die beim Geben aufgedeckte Briscola.
Der Spieler, der den Stich gemacht hat, spielt für den nächsten an.

## Weitere Varianten
Es gibt auch eine Variante des Spiels, in dem die Dreier-Karte als „Drei“ eingeordnet wird, also von der „Vier“ geschlagen wird, aber dennoch zehn Punkte einbringt.
Darüber hinaus gibt es Computer-Portierungen des Kartenspiels für den PC (Windows, Mac OS X und Linux) sowie als Handy-App.

## Belege
1. ↑  siehe BoardGameGeek
2. ↑  tucows Download Briscola (Memento des Originals vom 3. Februar 2014 im Internet Archive)  Info: Der Archivlink wurde automatisch eingesetzt und noch nicht geprüft. Bitte prüfe Original- und Archivlink gemäß Anleitung und entferne dann diesen Hinweis.